# Mozart Rocks
Mozart Rocks este un proiect muzical de rock simfonic creat și produs de către Constantin Teodorescu.

## Istoric
Referindu-se la începuturile proiectului, acesta mărturisea:
„În anul 2006, imaginația fiindu-mi zgândărită de audiția unei piese clasice interpretate la chitara electrică de un talentat chitarist român, Marius Roșiu, și de o frântură dintr-o adaptare după Simfonia a 5-a de Beethoven, "rătăcită" pe internet (atribuită în mod greșit lui Steve Vai), mi-a venit ideea unui experiment muzical inedit: acela de a interpreta cu chitara electrică piese celebre ale marilor compozitori clasici, alături de orchestra simfonică. Am reușit să găsesc încă doi chitariști deosebiți, Remus Marius Carteleanu și George Pătrănoiu, dispuși să pășească pe un teren care nu le era familiar. După multe repetiții cu calculatorul și doar una singură cu Orchestra Simfonică a Teatrului "Nae Leonard" din Galați, cei trei au urcat cu emoție (probabil mai mică decât a subsemnatului, care a produs evenimentul) pe scena Casei Tineretului din Brăila, pe 6 decembrie 2006, în ceea ce s-a constituit ca prim act al acestui experiment numit MOZART ROCKS.” 
Născut la început sub forma unui „experiment”, reușește în timp să atragă atenția iubitorilor de muzică clasică și rock de diferite vârste.
Debutul a fost realizat cu participarea Orchestrei Simfonice a Teatrului Muzical „Nae Leonard” din Galați, dirijată de maestrul Sorin Oancea și a chitariștilor solo: Marius Roșiu, George Pătrănoiu și Remus Carteleanu.
Originalitatea spectacolelor constă în adaptarea partiturilor originale pentru piesele clasice, la care se adaugă părți special scrise pentru partea de rock: chitară, chitară bas, baterie, clape etc.
Un număr cuprins între 50 și 80 de instrumentiști, aparținînd genurilor clasic și rock, își dau în mod normal întâlnire pentru realizarea unei producții care atrage publicul de toate vârstele.
După un spectacol la Alba Iulia, pe 2 decembrie 2011, cu ocazia Zilei Naționale a României, Mozart Rocks, la invitația Ministerului Culturii și Patrimoniului Național, a susținut, cu ocazia Zilei Naționale a Românei, un  spectacol la Cernăuți, Ucraina.
Anul următor, Mozart Rocks deschide Zilele Culturii Româno-Ruse de la Sankt Peterburg, eveniment susținut de ministerele de resort ale ambelor țări.
Pe 1 noiembrie 2013, în Sala Polivalentă din Craiova, spectacolul atinge cotele cele mai înalte de popularitate. Nu mai puțin de 4500 de persoane au avut bucuria de a participa la un eveniment unic, apreciat de organizatori și de spectatori și care a fost retransmis de trei ori pe televiziunea națională.
La sfârșitul concertului Mozart Rocks putem spune ca banii pe care aceștia i-au primit au fost cei mai bine cheltuiți dintre toate evenimentele de la Serbările Unirii. 
Repertoriul este format din piese clasice ale unor compozitori celebri: W.A. Mozart, G.F. Haendel, D. Shostakovich, J.S. Bach, P.I. Tchaikovsky, L. v. Beethoven, Georges Bizet, J. Brahms, J. Strauss, Carl Orff, Franz von Suppé, Gioachino Rossini, completat cu hit-uri ale unor trupe rock cum ar fi: Led Zeppelin, Deep Purple, Pink Floyd, Queen, Toto.
În egală măsură se promovează lucrări ale unor instrumentiști de top din muzica rock, cum ar fi: Joe Satriani, Brian May, Yngwie Malmsteen.
Piese precum: "Preludiu la Nunta lui Figaro", "Suite Arlesienne 2 - Farandole", "Carmina Burana - O Fortuna" sau "Uvertura la Cavaleria Ușoară", sunt alternate cu "Perfect Strangers", "Kashmir" sau "Comfortably Numb", într-un spectacol de mare ținută artistică.
"Crinolinele" (Les crinolines), piesă originală scrisă pentru chitară și orchestră de Călin Grigoriu, unul dintre cei mai valoroși instrumentiști români, este una dintre cele mai aplaudate lucrări din concert.
Incredibilul concert Mozart Rocks, susținut aseară în Centrul istoric al Bistriței cu prilejul sărbătorii orașului, a electrizat atmosfera și a cucerit publicul la propriu. Aflați pentru prima dată pe o scenă în aer liber, instrumentiștii Mozart Rocks, acompaniați de Noua Orchestră Transilvană a Societății de Concerte, sub bagheta dirijorului Tiberiu Soare, au oferit un moment de excepție în cadrul ediției 2011 a Zilelor Bistriței. 
Fiecare concert este o experiență inedită atât pentru orchestrele simfonice și trupa rock cât și pentru public, care experimentează emoții sonore și vizuale cu totul noi.
Mozart Rocks, face parte din mica listă a marilor proiecte muzicale de pe la noi. Pe scurt, și pe înțelesul tuturor, niște culți, aparent tocilari cu viori, flaute, tromboane și multe alte asemenea, cântă acompaniați de niște rockeri, unii pletoși, alții nu. Rezultatul e piele de găină… Sunt recunoscător pentru invitație. Experința asta și cea pe care am trăit-o la un concert de chitară clasică, într-un muzeu, vor ramâne pentru mult timp bine plasate în topul personal. 

## Activitatea concertistică
| Nr. | Data       |                  | Locul                                   | Țara | Orchestra                                                                      | Dirijor             |
| --- | ---------- | ---------------- | --------------------------------------- | ---- | ------------------------------------------------------------------------------ | ------------------- |
| 21  | 24.09.2016 | Ploiești         | Palatul Culturii                        | RO   | Filarmonica "Paul Constantinescu" din Ploiești                                 | Alexandru Ilie      |
| 20  | 17.09.2015 | Brăila           | Casa Tineretului                        | RO   | Orchestra Teatrului "Nae Leonard" din Galați                                   | Sorin Oancea        |
| 19  | 16.09.2015 | Galați           | Teatrul "Nae Leonard"                   | RO   | Orchestra Teatrului "Nae Leonard" din Galați                                   | Sorin Oancea        |
| 18  | 14.06.2015 | Sibiu            | Sala Thalia                             | RO   | Orchestra "Noua Orchestră Transilvană" din Cluj-Napoca                         | Mihaela Cesa-Goje   |
| 17  | 01.11.2013 | Craiova          | Sala Polivalentă                        | RO   | Filarmonica „Oltenia” din Craiova                                              | Constantin Grigore  |
| 16  | 05.09.2013 | Galați           | Teatrul "Nae Leonard"                   | RO   | Orchestra Teatrului "Nae Leonard" din Galați                                   | Sorin Oancea        |
| 15  | 04.09.2013 | Brăila           | Teatrul "Maria Filotti"                 | RO   | Orchestra Teatrului "Nae Leonard" din Galați                                   | Sorin Oancea        |
| 14  | 24.09.2012 | Sankt Petersburg | Music Hall                              | RU   | Orchestra "Tineretul" din Sankt Petersburg                                     | Tiberiu Soare       |
| 13  | 16.12.2011 | Cernăuți         | Sala de concerte a Filarmonicii de Stat | UA   | Orchestra Filarmonicii de Stat din Cernăuți                                    | Liviu Buiuc         |
| 12  | 02.12.2011 | Alba Iulia       | Palatul Culturii                        | RO   | Orchestra "Noua Orchestră Transilvană" din Cluj-Napoca                         | Tiberiu Soare       |
| 11  | 04.10.2011 | București        | Ateneul Român                           | RO   | Filarmonica George Enescu                                                      | Iosif Ion Prunner   |
| 10  | 17.09.2011 | Galați           | Teatrul "Nae Leonard"                   | RO   | Orchestra Teatrului "Nae Leonard" din Galați                                   | Liviu Buiuc         |
| 9   | 07.09.2011 | Brăila           | Teatrul "Maria Filotti"                 | RO   | Orchestra Teatrului "Nae Leonard" din Galați                                   | Liviu Buiuc         |
| 8   | 16.07.2011 | Bistrița         | Centrul istoric                         | RO   | Orchestra "Noua Orchestră Transilvană" din Cluj-Napoca                         | Tiberiu Soare       |
| 7   | 12.04.2010 | București        | Sala Palatului                          | RO   | Orchestra Filarmonicii "George Enescu"                                         | Tiberiu Soare       |
| 6   | 25.06.2009 | București        | Sala Palatului                          | RO   | Orchestra Națională Radio                                                      | Tiberiu Soare       |
| 5   | 21.12.2008 | Timișoara        | Sala Capitol                            | RO   | Orchestra Filarmonicii "Banatul" din Timișoara                                 | Gheorghe Costin     |
| 4   | 11.10.2008 | București        | Sala Radio                              | RO   | Orchestra Națională Radio                                                      | Tiberiu Soare       |
| 3   | 16.08.2008 | Brăila           | Casa Tineretului, Bizet Rocks           | RO   | Orchestra Teatrului Muzical "Nae Leonard" din Galați                           | Liviu Buiuc         |
| 2   | 15.08.2007 | Brăila           | Casa Tineretului, Beethoven Rocks       | RO   | Orchestra Teatrului Național de Operă și Balet, "Oleg Danovschi" din Constanța | Radu Gabriel Ciorei |
| 1   | 06.12.2006 | Brăila           | Casa Tineretului                        | RO   | Orchestra Teatrului Muzical "Nae Leonard" din Galați                           | Sorin Oancea        |

## Componență
Componența trupei rock pentru acompaniament este variată, în funcție de repertoriu și disponibilitatea artiștilor. Distribuția pe spectacole a fost următoarea:
Voce: Dan Helciug (7-21), Paula Seling (17,21), Nadia Trohin (6, 7, 11), Maria Hojda (15, 16), Elena Vasile (7), Alin Nica (5), Adrian Pestrițu (4)
Chitară: Călin Grigoriu (5, 6, 8, 9, 11-14, 16, 18, 21), Horea Crișovan (2-6, 8, 11, 12), Remus Carteleanu (1-18-21), Florin Demea (5-8, 11-18-21), Cezar Popescu (2, 4, 6, 9, 11. 15, 16, 18-21), Claudiu Ursache (6, 8, 10, 11, 14), Cosmin Lupu (5, 6, 8-12, 15, 16), Vladmir Pocorschi (10, 11), Marius Roșiu (1), George Pătrănoiu (1-3, 5, 6) , Alex Cotoi (4), Dan Ionescu (7, 19, 20)
Chitară bas: Adrian Ciuplea (4, 6, 7, 11, 18-21), Radu Dumitriu (15-17), Victor Miclăuș (5), Robert Ursache (8, 12-14)
Clape: Ana-Maria Teodorescu (8-17), Emilia Teodorescu (16-21), Sergiu Mitrofan (6), Adrian Stoenescu (7),  Sorin Voinea (4, 5), Mihai Ardelean (18-21)
Baterie/percuție: Andrei Ilie (2, 4, 7-21), Ovidiu Condrea (6), Vali Potra (5)

## Invitați
Denis Sedov (Rusia) - bariton (14)
Ioan Gyuri Pascu - voce (7)
Trond Holter (Norvegia, Wig Wam) - chitară (7)
David Munoz (Spania) - chitară (6)